# Марка Новой Гвинеи

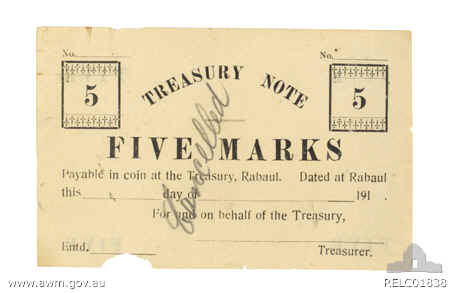
5 новогвинейских марок, эмитированных Австралией для оккупированной германской Новой Гвинеи

Марка Новой Гвинеи — официальное платежное средство Германской Новой Гвинеи в 1894—1911 годах.

## История выпуска
Изначально в колонии официальным платежным средством являлась золотая марка.  В 1894 году после длительных переговоров центральное правительство дало согласие на введение местной валюты. Новогвинейская марка была эквивалентной золотой. Монеты новой денежной единицы по своим характеристикам полностью соответствовали немецкой марке. Их тиражи при этом были небольшие.
Новогвинейская марка просуществовала недолго. 1 апреля 1899 года правительство колонии отказалось от дальнейшей чеканки монет. 15 апреля 1911 года данная денежная единица была демонетизирована.
История новогвинейской марки не закончилась с её демонетизацией. В 1914 году после начала Первой мировой войны территория германской колонии была оккупирована Австралией. Для данной территории были эмитированы марки. В следующем 1915 году их заменили на австралийский фунт.

## Основные характеристики монет Германской Новой Гвинеи
| Номинал      | Общий вес, г | Чистый вес, г | Металл                              | Диаметр, мм | Годы чеканки | Общий тираж | Гурт        |
| ------------ | ------------ | ------------- | ----------------------------------- | ----------- | ------------ | ----------- | ----------- |
| 1 пфенниг    | 2            |               | 0,950 медь, 0,040 олово, 0,010 цинк | 17,5        | 1894         | 500 тыс     | гладкий     |
| 2 пфеннига   | 3,3333       |               | 0,950 медь, 0,040 олово, 0,010 цинк | 20,0        | 1894         | 250 тыс     | гладкий     |
| 10 пфеннигов | 10,0         |               | 0,950 медь, 0,040 олово, 0,010 цинк | 30,0        | 1894         | 100 тыс     | гладкий     |
| 1⁄2 марки    | 2,778        | 2,5           | 0,900 серебро, 0,100 медь           | 20,0        | 1894         | 20 070      | 126 насечек |
| 1 марка      | 5,556        | 5             | 0,900 серебро, 0,100 медь           | 24,0        | 1894         | 45 000      | 140 насечек |
| 2 марки      | 11,111       | 10            | 0,900 серебро, 0,100 медь           | 28,0        | 1894         | 15 000      | 140 насечек |
| 5 марок      | 27,778       | 25,0          | 0,900 серебро, 0,100 медь           | 38,0        | 1894         | 23 000      | 192 насечки |
| 10 марок     | 3,982        | 3,584         | 0,900 золото, 0,100 медь            | 19,5        | 1895         | 2 000       | 116 насечек |
| 20 марок     | 7,965        | 7,168         | 0,900 золото, 0,100 медь            | 22,5        | 1895         | 1 500       | 126 насечек |

## Монеты Германской Новой Гвинеи
| Германская Новая Гвинея |        |                       |                | |               |                                                  |
| Аверс                   | Реверс | Номинальная стоимость | Год(ы) чеканки | Описание изображения | Монетный двор | Тираж                                            |
|                         |        | 1 пфенниг             | 1894           | На аверсе обозначение номинала и надпись по кругу "EIN NEU-GUINEA PFENNIG", год, знак монетного двора. На реверсе две перекрещенные пальмовые ветви и надпись "NEU-GUINEA COMPAGNIE" | A             | 500 000 позднее 467 215 экземпляров переплавлено |
|                         |        | 2 пфеннига            | 1894           | На аверсе обозначение номинала и надпись по кругу "EIN NEU-GUINEA PFENNIG", год, знак монетного двора. На реверсе две перекрещенные пальмовые ветви и надпись "NEU-GUINEA COMPAGNIE" | A             | 250 000 позднее 233 232 экземпляра переплавлено  |
|                         |        | 10 пфеннигов          | 1894           | На аверсе обозначение номинала, год, по бокам бамбуковые ветви и надпись NEU-GUINEA COMPAGNIE, на реверсе райская птица                                                              | A             | 100 000 позднее 76 070 экземпляров переплавлено  |
|                         |        | 1⁄2 марки             | 1894           | На аверсе обозначение номинала, год, по бокам бамбуковые ветви и надпись NEU-GUINEA COMPAGNIE, на реверсе райская птица                                                              | A             | 20 070 позднее 3 834 экземпляра переплавлено     |
|                         |        | 1 марка               | 1894           | На аверсе обозначение номинала, год, по бокам бамбуковые ветви и надпись NEU-GUINEA COMPAGNIE, на реверсе райская птица                                                              | A             | 45 000 позднее 11 669 экземпляров переплавлено   |
|                         |        | 2 марки               | 1894           | На аверсе обозначение номинала, год, по бокам бамбуковые ветви и надпись NEU-GUINEA COMPAGNIE, на реверсе райская птица                                                              | A             | 15 000 позднее 1 596 экземпляров переплавлено    |
|                         |        | 5 марок               | 1894           | На аверсе обозначение номинала, год, по бокам бамбуковые ветви и надпись NEU-GUINEA COMPAGNIE, на реверсе райская птица                                                              | A             | 23 000позднее 3 906 экземпляров переплавлено     |
|                         |        | 10 марок              | 1895           | На аверсе обозначение номинала, год, по бокам бамбуковые ветви и надпись NEU-GUINEA COMPAGNIE, на реверсе райская птица                                                              | A             | 2 000                                            |
|                         |        | 20 марок              | 1895           | На аверсе обозначение номинала, год, по бокам бамбуковые ветви и надпись NEU-GUINEA COMPAGNIE, на реверсе райская птица                                                              | A             | 1 500                                            |